# Pieta (Rohovládova Bělá)
Socha Piety se nalézá v obci Rohovládova Bělá v okrese Pardubice u komunikace směřující do obce Kasalice na rozcestí směrem k objektu bývalého zemědělského družstva.

## Dějiny
Pískovcová socha Snímání z kříže byla postavena v roce 1883 na náklady paní Anny Hronové na památku jejího zemřelého manžela Františka Hrona z č.p.13. Autorem sochy byl Antonín Sucharda, sochař z Nové Paky.

## Popis
Pískovcová socha Piety stojí v kovové čtvercové mříži umístěné na pískovcových stupních. Uprostřed mříže je umístěn hranolový podstavec, na kterém stojí užší pilíř zakončený římsou. Na čelní straně pilíře je v ozdobném rámci umístěn nápis „O Vy všichni, kteříž jdete cestou, pozorujte a vizte jestli bolest jako bolest má! Pláč Jerem 1.12“
Na římse pilíře je socha Panny Marie sedící pod křížem. Panna Marie má na klíně tělo Krista. Přes kříž stojící za Pannou Marií je přehozen plášť.

## Galerie

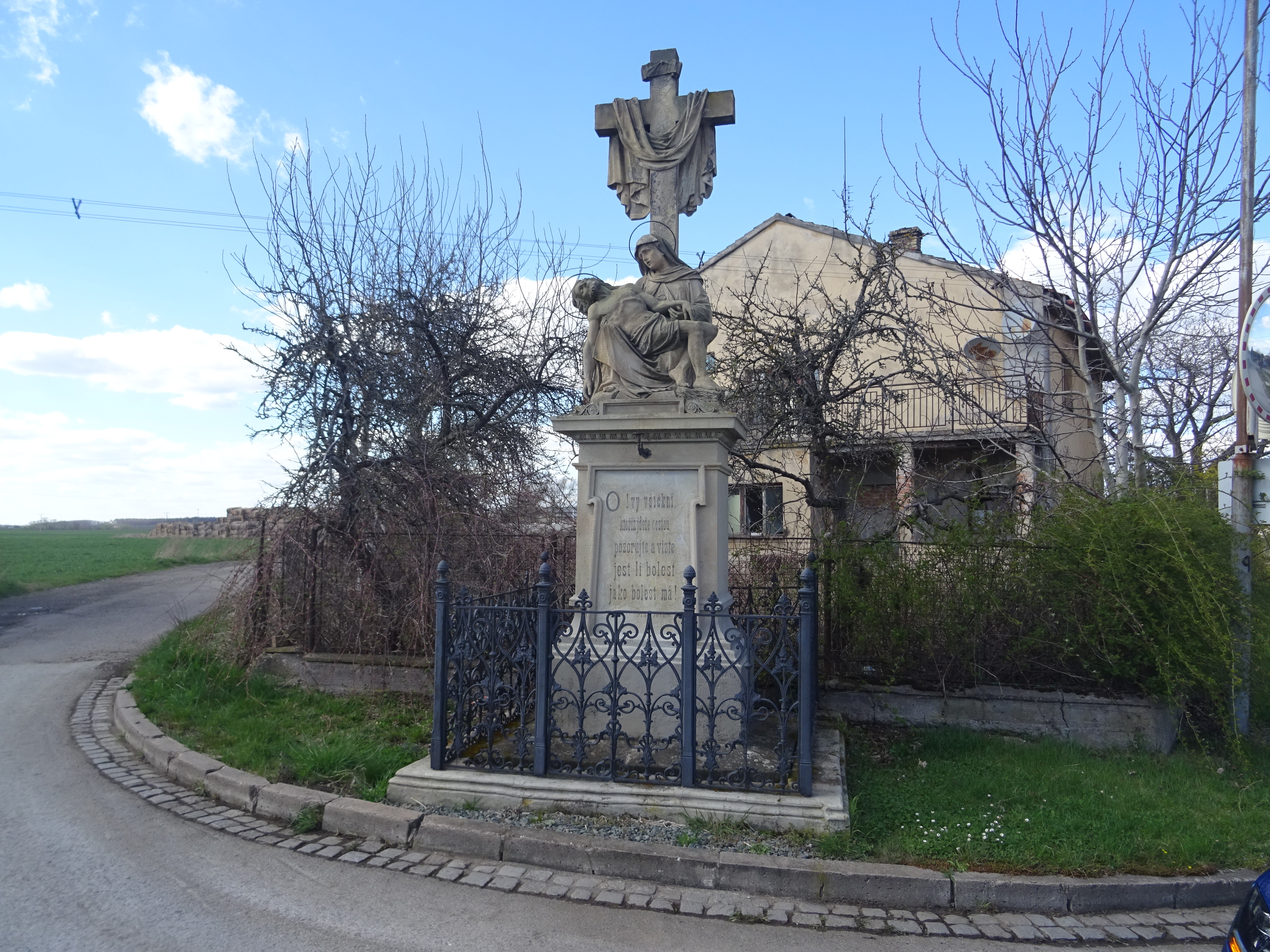
socha Piety v Rohovádově Bělé
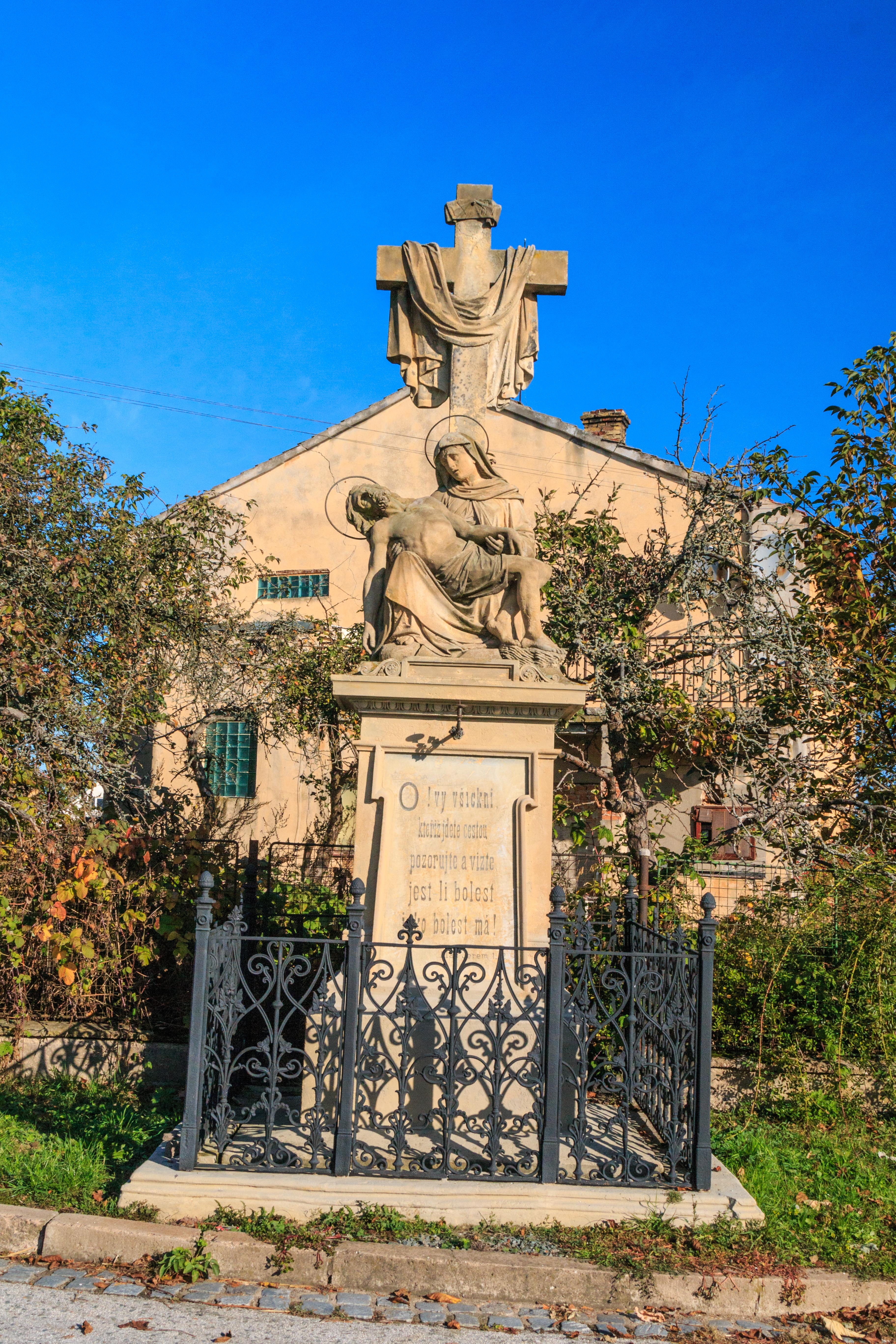
socha Piety v Rohovádově Bělé
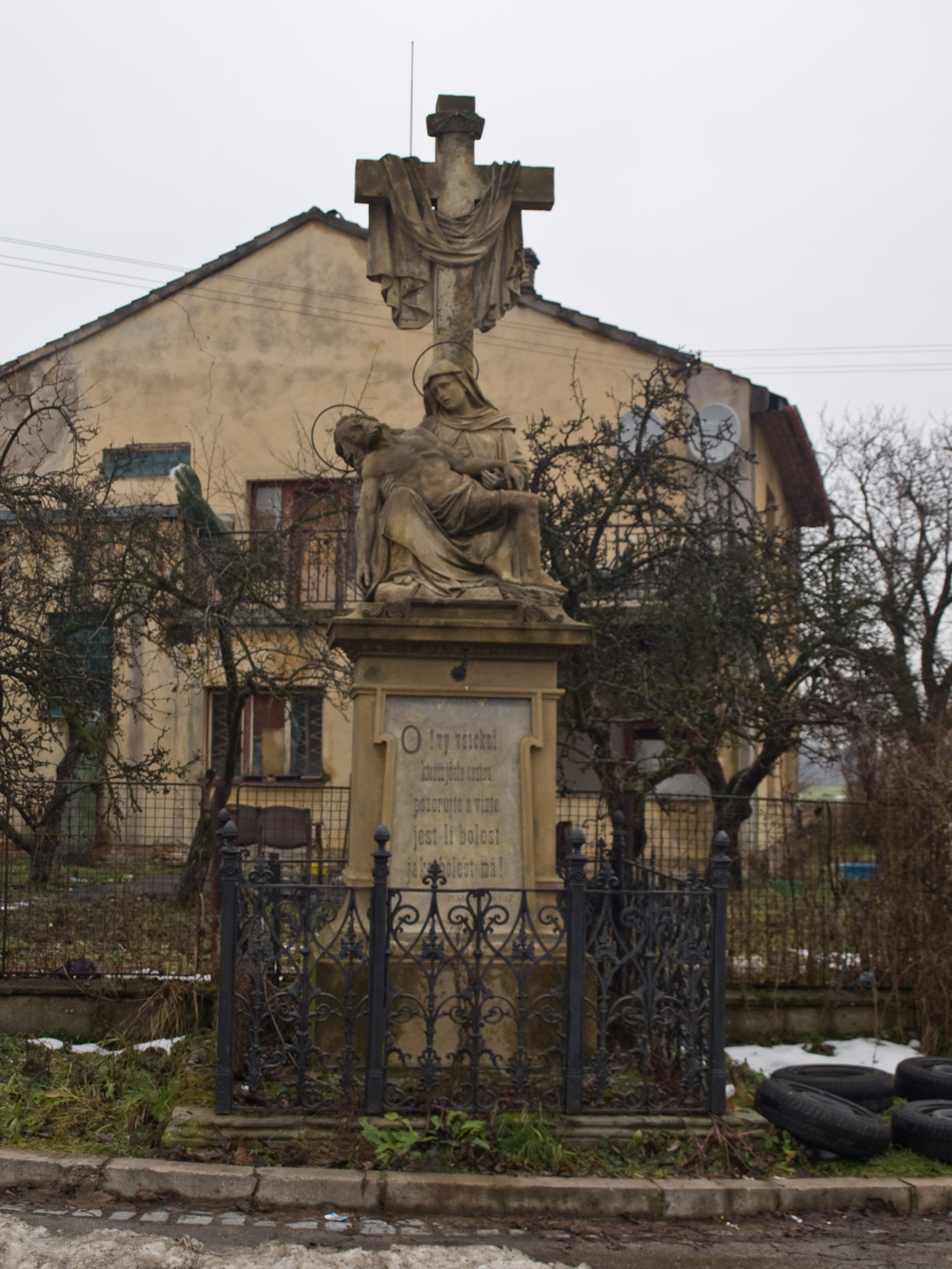
socha Piety v Rohovádově Bělé
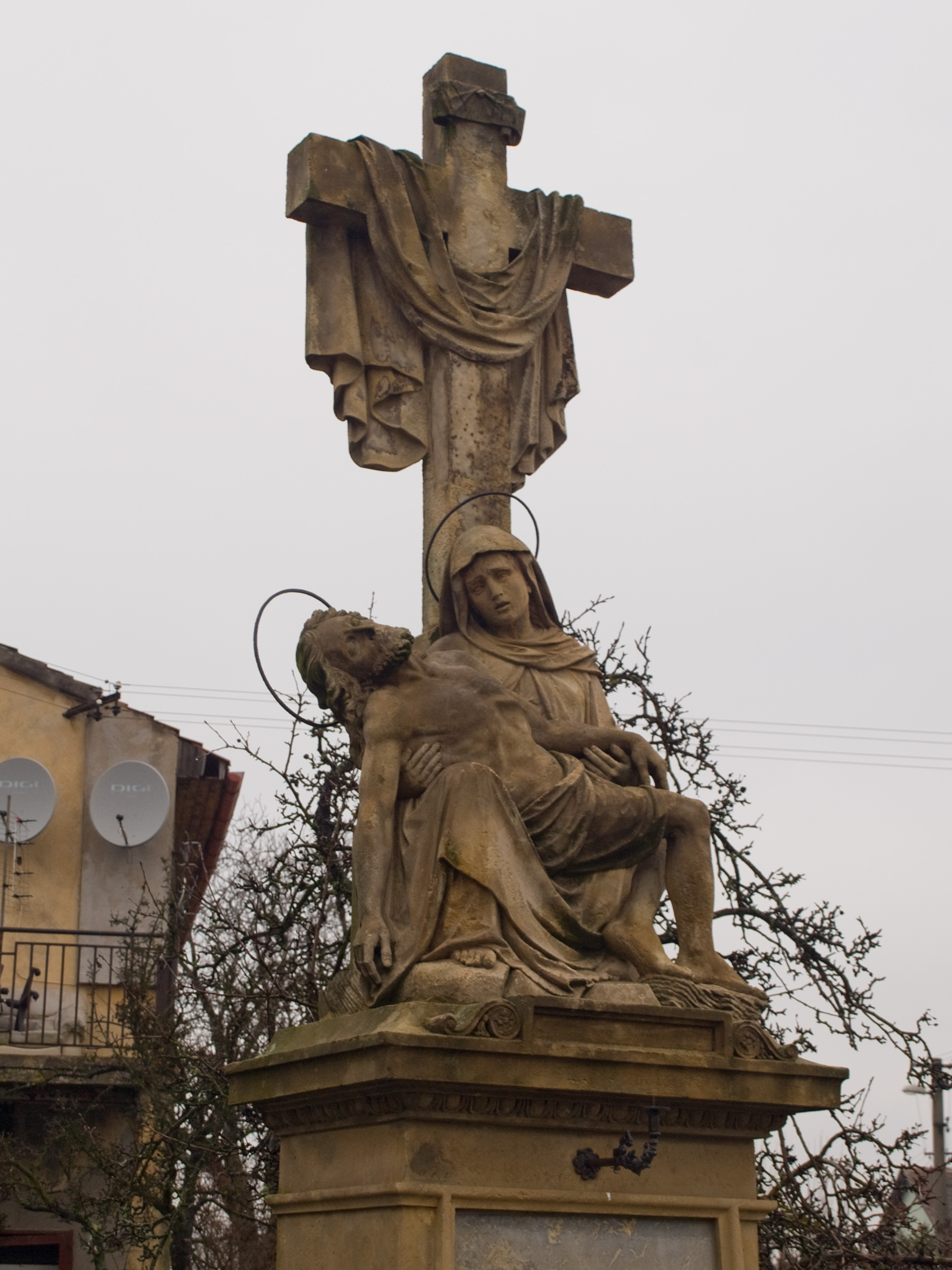
socha Piety v Rohovádově Bělé
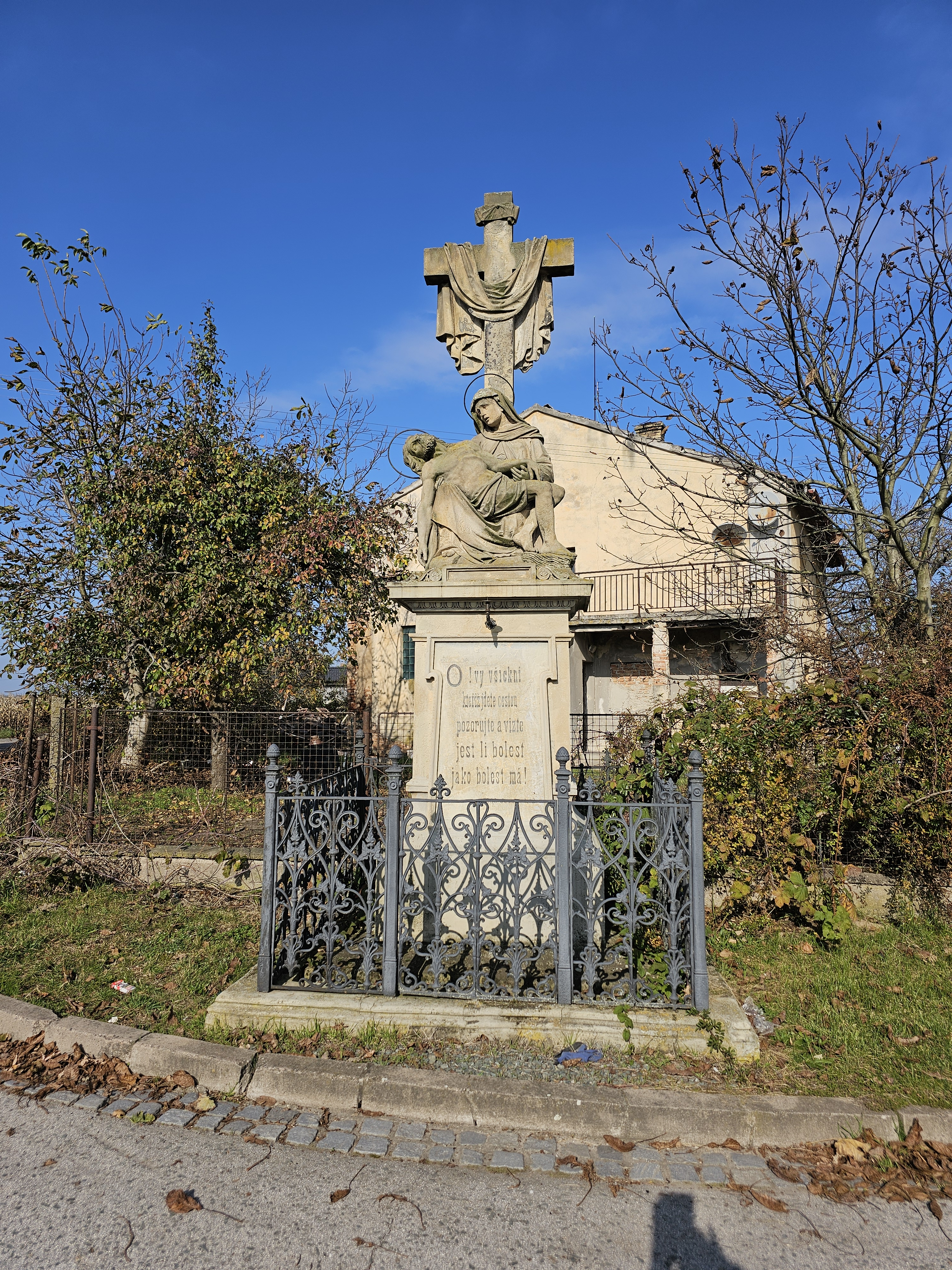
Pieta v Rohovládově Bělé v roce 2024